# Viatcheslav Filipovitch Bachkirov
Pour les articles homonymes, voir Bachkirov.
Viatcheslav Filipovitch Bachkirov (en russe : Вячеслав Филиппович Башкиров) est un aviateur soviétique, né le 22 avril 1915 et décédé le 15 février 2001. Pilote de chasse et as de la Seconde Guerre mondiale, il fut distingué par le titre de Héros de l'Union soviétique.

## Carrière
Viatcheslav Bachkirov est né le 22 avril 1915 à Ivanino, dans l'actuelle oblast de Koursk. Il ne commença son instruction de pilote qu'en 1940, à l'âge déjà avancé pour un futur pilote de chasse de 25 ans et fut breveté en 1942.
Il rejoignit directement le 788e régiment de chasse aérienne (788.IAP) en pleine bataille de Stalingrad, obtenant, dès le 23 août 1942, au-dessus de la capitale de la Volga un triplé : 2 bombardiers et 1 Messerschmitt Bf 109, abattus à bord de son chasseur Yak-1. Au cours de ce seul mois d'août, il remporta pas moins de 6 victoires aériennes, avant d'être lui-même descendu en septembre suivant, mais s'en sortit indemne.
En 1943, il fut muté au 907e régiment de chasse aérienne (907.IAP), équipé de Lavotchkine La-5, avec lequel il prit part à la bataille de Koursk, en juillet. Il devait terminer la guerre comme major sur le front de Prusse-Orientale.
À l'issue du conflit, il demeura dans l'armée et prit sa retraite, en 1966, comme général de brigade (general major) avant de prendre la direction de la Maison centrale de l'aviation et des cosmonautes à Moscou, jusqu'en 1990. Il est décédé le 15 février 2001 et enterré au cimetière Vagankovo de Moscou.

## Palmarès et distinctions

### Tableau de chasse
Viatcheslav Bachkirov est crédité de 18 victoires homologuées, obtenues au cours de 312 missions de guerre.

### Décorations
- Héros de l'Union soviétique le 6 février 1943 (médaille no 790)
- Ordre de Lénine
- Deux fois décoré de l'ordre du Drapeau rouge
- Ordre de la Guerre Patriotique de 1re et 2e classe
- Ordre de l'Étoile rouge